# Винберг, Каролин
Каролин Винберг (швед. Caroline Maria Winberg; род. 27 марта 1985 года, Соллентуна) — шведская топ-модель.
Родилась 27 марта 1985 года в городе Соллетауне, пригороде Стокгольма. В детстве занималась футболом, в секции женского футбольного клуба «АИК». Во время похода на одну из тренировок попалась на глаза менеджеру модельного агентства. С 15 лет в модельном бизнесе, сначала снималась в рекламе шведских компаний и брендов. Через какое-то время привлекла внимание ряда модельных агентств среди которых были Women Model Management в Милане и Dominique в Брюсселе, благодаря сотрудничеству с ними вошла на подиумы показов высокой моды.
Дебютировала на больших показах в 2008 году, дефилируя для Valentino, Versace, Oscar de la Renta, Escada, и Armani. Вскоре стала одной из самых востребованы моделей своего времени.
Начиная с 2007 по 2016 год стабильно появлялась на обложках ведущих мировых модных журналов, среди обложек на которых её фото появлялось можно отметить: Vogue (Латинская Америка), Elle (Дания, Швеция, Финляндия, Россия, Германия), Marie Claire (Италия), Glamour (Исландия) и другие.
Модель очень много работала на подиуме, в различное время принимала участие в показах: Anna Sui, Balenciaga, Behnaz Sarafpour, Carolina Herrera, Ральф Руччи, Chanel, Chloe, Chris Aire, Christian Dior, Cividini, Custo Barcelona, Dolce & Gabbana, Dsquared2, Emilio Pucci, Gianfranco Ferre, Hermès, Jean Paul Gaultier, John Galliano, Lagerfeld, Louis Vuitton, Luca Luca, Michael Kors, Nina Ricci, Oscar de la Renta, Ralph Lauren, Roberto Cavalli, Roberto Menichetti, Sonia Rykiel, Stella McCartney, Valentino, Versace, Viktor & Rolf, Y-3, YSL, Givenchy и другие.
С 2005 по 2011 год непрерывно приглашалась для участия в итоговых показах Victoria’s Secret Fashion Show.
В 2011 году дебютировала в кинематографе, снявшись в фильме «Области тьмы» режиссёра Нила Бёргера, совместно с актерами Брэдли Купером и Робертом Де Ниро. После этого сыграла ещё в нескольких не столь известных картинах в 2016 и 2017 годах.
Начиная с 2011 по 2015 годы вела и продюсировала ряд телевизионных шоу связанных с модельным бизнесом и высокой модой, среди которых можно выделить: «The Face» для канала Sky Living, а также «Pluras kök» и «Top Model Sverige» для шведского телевидения.